# Монте Верде (Порторико)
Монте Верде (шп. Monte Verde) град је у америчкој острвској територији Порторико, острвској држави Кариба.

## Демографија
По попису из 2010. године број становника је 137.
| Група             | 2000.    | 2010.       |
| Белци             | 0 (0,0%) | 9 (6,6%)    |
| Афроамериканци    | 0 (0,0%) | 2 (1,5%)    |
| Азијати           | 0 (0,0%) | 0 (0,0%)    |
| Хиспаноамериканци | 0 (0,0%) | 128 (93,4%) |
| Укупно            | 0        | 137         |